# Gânglio de Grüneberg
O gânglio de Grüneberg (ou Grueneberg) é um gânglio integrante do sistema olfativo presente da corpo dos mamíferos e responsável por captar feromônios de alarme quando o indivíduo percebe algum tipo de perigo; estes feromônios flutuam pelo ar e servem para advertir a outros organismos. Seu nome é uma" homenagem a Hans Grüneberg,cientista britânico que descobriu essa estrutura, em camundongos, no ano de 1973.

## Descoberta
Grüneberg percebeu, ao estudar os camundongos, a existência deste gânglio,acreditando que se tratasse apenas de um terminal nervoso;entretanto, cientistas recentementente descobriram que ao expor ratos normais ao ar que continha os feromonios os ratos suspendiam seus movimentos;entretanto, nos de ratos cujos gânglio de Grüneberg haviam sido extirpados, eles não percebiam ameaça alguma e continuaram a percorrer suas gaiolas,de forma absolutamente natural.

Muito pouco se conhece sobre os feromônios de alarme dos mamíferos, a não ser que eles existem. Os cientistas ainda não identificaram os elementos que o compõem,nem ao certo em qual parte do corpo os feromônios são produzidos.